# Svetlana Lunina
Svetlana Borisovna Lunina (* 7. Oktober 1932 in Taschkent, Usbekische SSR) ist eine usbekische Archäologin, die sich auf die Erforschung von Keramik und Maltechniken an architektonischen Denkmälern in Zentralasien spezialisiert hat. Sie ist Doktorin der Geschichtswissenschaften und Professorin an der Staatlichen Universität Taschkent (heute Nationale Universität Usbekistans).

## Leben
Nach dem Schulabschluss studierte sie am historischen Fachbereich der Mittelasiatischen Staatlichen Universität und schloss ihr Studium 1955 als Archäologin ab.
Von 1955 bis 1958 studierte Svetlana unter der Anleitung von Michail Masson und Galina Pugatschenkowa. Im Jahr 1960 begann sie als Dozentin am Lehrstuhl für Archäologie an der Universität Taschkent zu arbeiten. 1968 verteidigte Svetlana Lunina ihre Dissertation über Keramik aus Merw, nachdem sie Material während einer Expedition zu den archäologischen Komplexen im Süden Turkmenistans gesammelt hatte.
Im Jahr 1963 wurde sie zur Dozentin an der Taschkenter Staatlichen Universität ernannt und von 1968 bis 1981 leitete sie den Lehrstuhl für Archäologie. Von 1981 bis 1984 war Lunina Dozentin für Geschichte an derselben Universität.
Svetlana Borisovna unterrichtete verschiedene Aspekte der Archäologie Zentralasiens aus verschiedenen Perspektiven. In den 1970er Jahren organisierte sie Kurse zur Kunstgeschichte und gründete gemeinsam mit dem Lehrstuhl für Geologie ein Labor für Stratigraphie quartärer Ablagerungen und antiker Bergwerke in Usbekistan.
In ihren Forschungen behandelt Lunina Themen wie die Geschichte mittelalterlicher Städte im Osten, die Dynamik ihrer historischen Topografie, die Periodisierung der Entwicklung handwerklicher Produktion, die Spezialisierung von Fertigkeiten, Bautechnologien sowie Handels- und Kulturbeziehungen innerhalb der zentralasiatischen Region.
In den frühen 1960er Jahren nahm Lunina an Ausgrabungen in Merw teil. Später organisierte sie eine archäologische Expedition in der Umgebung von Taschkent (einschließlich Nogai-Kurgan, Kugaittep und dem Mingtep-Friedhof) sowie im Süden Turkmenistans. Im Jahr 1964 war sie an Ausgrabungen im Kashkadarya-Tal beteiligt und leitete sie von 1968 bis 1981 selbst. Ihre Forschungen konzentrierten sich auf Denkmäler vom späten Bronze- und Eisenzeitalter bis zum Mittelalter. Die Expedition trug maßgeblich zur Erforschung der antiken Städte im Kashkadarya-Tal bei, darunter Shahrisabz, Chiroqchi und Kitob.

## Veröffentlichungen
Svetlana Lunina veröffentlichte über 150 wissenschaftliche Artikel und mehrere Monografien. Insbesondere:
- Archäologie Zentralasiens[3]
- Städte des südlichen Sogdien im 8. bis 12. Jahrhundert[4]
- Versiegelte dekorative Schale aus Talibarzu, Studentensammlung, 1955
- Archäologische Beobachtungen in Kurgantepa bei Taschkent, 1956
- Technische Struktur mittelalterlicher Töpferöfen in Merv, Aschgabat 1956
- Töpferviertel westlich von Merv, Aschgabat 1959
- Grabmal von Kiz-Bibi. Denkmal Turkmenistans, Aschgabat 1967
- Evolution der Töpfertechnologien im mittelalterlichen Merw, Aschgabat 1974
- Dynamik der Entwicklung von Merw im 8. bis 11. Jahrhundert, Sankt Petersburg 2001.